# کارگروه بین‌المللی شبکه‌سازی
کارگروه بین‌المللی شبکه‌سازی (به انگلیسی: International Networking Working Group) (INWG) گروهی از محققان برجسته علوم کامپیوتر در دهه ۱۹۷۰ بود که استانداردها و پروتکل‌هایی را برای شبکه‌سازی کامپیوتری مورد مطالعه قرار دادند و به توسعه آن کمک کردند. این گروه در سال ۱۹۷۲ به عنوان یک گروه غیررسمی به منظور بررسی مسائل فنی مرتبط با اتصال شبکه‌های متفاوت راه‌اندازی شد و در اواخر همان سال، کمیته فرعی فدراسیون بین‌المللی پردازش اطلاعات شد. ایده‌هایی که توسط اعضای این گروه مطرح و توسعه داده شد، تاثیر به سزایی در ارائه پروتکل اصلی، یعنی «پروتکلی برای ارتباطات درونی شبکه بسته» داشت که در سال ۱۹۷۴، توسط باب کان و وینتون سرف ارائه شد.

## تاریخچه
کارگروه بین‌المللی شبکه‌سازی در اکتبر ۱۹۷۲ در کنفرانس بین‌المللی ارتباطات کامپیوتری که در واشینگتن، دی.سی. برگزار شد شکل گرفت. هدف از ایجاد آن، مطالعه و توسعه پروتکل‌ها و استانداردها ارتباطی برای اتصال شبکه‌های کامپیوتری بود. این گروه از «کارگروه شبکه‌سازی» آرپانت الگوبرداری شد که توسط استیو کراکر ایجاد شده بود.
وینتون سرف، ریاست این کارگروه بین‌المللی (INWG) را بر عهده داشت و سایر اعضای فعال آن، الکس مک‌کنزی، دونالد دیویس، راجر اسکنتلبری، لوئی پوزان و هوبرت زیمرمن بودند. این محققان، نمایندگانی بودند از سوی آرپانت آمریکایی، پروژه سیکلادز فرانسوی، تیم بریتانیایی که بر روی شبکه آزمایشگاه ملی فیزیک کار می‌کردند و شبکه انفورماتیک اروپا.

## اعضا
این گروه حدود ۱۰۰ عضو داشت که نام برخی در زیر آمده است:
- D. Barber
- B. Barker
- وینتون سرف
- W. Clipsham
- دونالد دیویس
- R. Despres
- V. Detwiler
- F. Heart
- A. McKenzie
- لوئی پوزان
- O. Riml
- K. Samuelson
- K. Sandum
- R. Scantlebury
- B. Sexton
- P. Shanks
- C.D. Shepard
- J. Tucker
- B. Wessler
- هوبرت زیمرمن

### مطالعات بیشتر
- Cerf, V.; McKenzie, A; Scantlebury, R; Zimmermann, H (1976). "Proposal for an international end to end protocol". ACM SIGCOMM Computer Communication Review (به انگلیسی). 6: 63–89. doi:10.1145/1015828.1015832. S2CID 36954091.